# Charles Philibert-Thiboutot
Charles Philibert-Thiboutot (* 31. Dezember 1990 in Québec) ist ein kanadischer Leichtathlet, der im Mittel- und Langstreckenlauf an den Start geht und der sich auf die 1500-Meter-Distanz spezialisiert hat.

## Sportliche Laufbahn
Erste Erfahrungen bei internationalen Meisterschaften sammelte Charles Philibert-Thiboutot im Jahr 2012, als er bei den U23-NACAC-Meisterschaften in Irapuato in 3:52,00 min die Silbermedaille über 1500 Meter hinter dem US-Amerikaner Kyle Merber gewann. Im Jahr darauf belegte er bei den Spielen der Frankophonie in Nizza in 3:58,50 min den siebten Platz und 2014 wurde er beim Continentalcup in Marrakesch in 3:51,97 min Achter. 2015 gewann er bei den Panamerikanischen Spielen in Toronto in 3:41,79 min die Bronzemedaille hinter dem US-Amerikaner Andrew Wheating und seinem Landsmann Nathan Brannen. Anschließend erreichte er bei den Weltmeisterschaften in Peking das Halbfinale und schied dort mit 3:39,62 min aus. Im Jahr darauf nahm er an den Olympischen Sommerspielen in Rio de Janeiro teil und schied dort mit 3:400,79 min ebenfalls im Semifinale aus.
2018 gewann er bei den NACAC-Meisterschaften in Toronto in 3:52,60 min die Bronzemedaille hinter den US-Amerikanern Izaic Yorks und Patrick Casey und anschließend wurde er beim Continentalcup in Ostrava in 3:40,90 min Vierter. 2021 siegte er in 3:37,11 min beim La Classique D'athlétisme De Montréal und im Jahr darauf siegte er in 3:37,04 min beim Vancouver Sun Harry Jerome International Track Classic. Daraufhin erreichte er bei den Weltmeisterschaften in Eugene das Halbfinale über 1500 Meter und schied dort mit 3:37,29 min aus, während er im 5000-Meter-Lauf mit 13:38,80 min nicht über die Vorrunde hinauskam. Anschließend gewann er bei den NACAC-Meisterschaften in Freeport in 3:37,91 min die Bronzemedaille hinter den US-Amerikanern Eric Holt und Joshua Thompson. 2023 schied er bei den Weltmeisterschaften in Budapest mit 3:37,41 min im Semifinale über 1500 Meter aus. Im November siegte er in 3:39,74 min über 1500 Meter bei den Panamerikanischen Spielen in Santiago de Chile und sicherte sich über 5000 Meter in 14:48,02 min die Silbermedaille hinter dem US-Amerikaner Kasey Knevelbaard. Im Jahr darauf schied er bei den Hallenweltmeisterschaften in Glasgow mit 3:40,18 min im Vorlauf über 1500 Meter aus und nahm dann im August an den Olympischen Sommerspielen in Paris teil. Dort schied er mit 3:33,29 min im Semifinale aus.
In den Jahren von 2016 bis 2018 sowie 2021 wurde Philibert-Thiboutot kanadischer Meister im 1500-Meter-Lauf sowie 2022 über 5000 Meter.

## Persönliche Bestzeiten
- 1500 Meter: 3:32,94 min, 18. Juni 2023 in Tomblaine
  - 1500 Meter (Halle): 3:36,53 min, 11. Februar 2024 in New York City
- Meile: 3:52,97 min, 14. August 2021 in Falmouth
  - Meile (Halle): 3:53,12 min, 11. Februar 2024 in New York
- 2000 Meter: 4:51,54 min, 8. September 2023 in Brüssel (kanadischer Rekord)
- 3000 Meter: 7:35,73 min, 7. Juli 2024 in Paris (kanadischer Rekord)
  - 3000 Meter (Halle): 7:41,12 min, 4. Februar 2024 in Boston
- 5000 Meter: 13:12,76 min, 6. Mai 2022 in San Juan Capistrano
- 5-km-Straßenlauf: 13:35 min, 16. April 2022 in Boston (kanadischer Rekord)